# Franz Rohrer

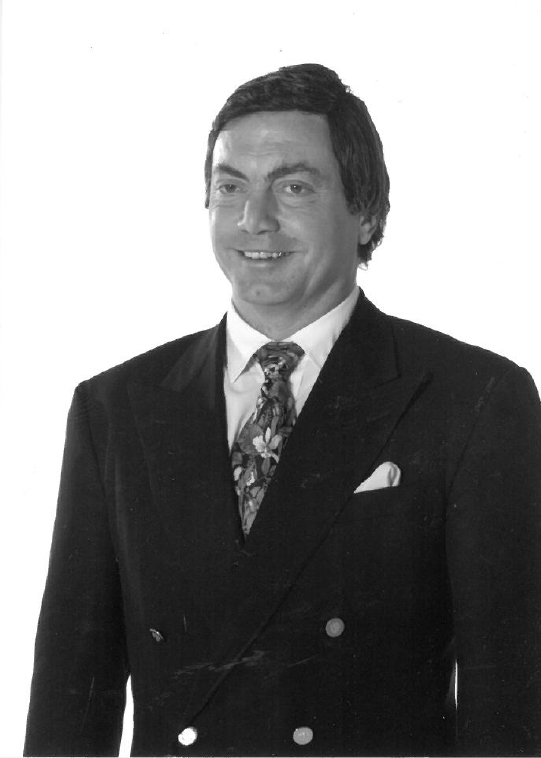
Franz Rohrer (1995)

Franz Lorenz Rohrer (* 22. September 1941 in München; † 27. Dezember 2021) war ein deutscher Unternehmer und Verbandsfunktionär der nationalen Immobilienwirtschaft.

## Leben und Wirken
Franz Rohrer sammelte nach seiner Schulausbildung an Volksschule und Gymnasium im Rahmen eines Praktikums erste Arbeitserfahrungen in einem großen Bankenverbund. Im Anschluss daran folgte ein Studium der Betriebswirtschaft sowie ein Abschluss als Diplom-Kaufmann. Danach war er für ein Jahr in der seit 1919 von seinem Urgroßvater Wendelin Rohrer und seinem Vater Lorenz Rohrer gegründeten Firma W. Rohrer & Sohn in München tätig.
Rohrer heiratete 1965 Edelgard Wulff, mit der er eine gemeinsame Tochter hat. Nach einer eineinhalbjährigen Mitarbeit in einem Frankfurter Immobilienunternehmen wechselte er 1968 wieder in das Familienunternehmen, wo er 1970 die Geschäftsführung übernahm. Die damals als reine Hausverwaltung agierende Firma wurde in den Folgejahren von ihm stark ausgebaut und hatte später als Firmengruppe in der Spitze über 80 Mitarbeiter über mehrere Standorte (deutschlandweit).
Die Stammfirma W. Rohrer & Sohn wurde 1982 in drei selbständige Firmen aufgeteilt: die Firma W. Rohrer & Sohn Treuhandgesellschaft für Grundbesitzverwaltung mbH, die WRS Gebäude-Reparaturdienst GmbH und die Rohrer-Immobilien GmbH. 2015 übergab er die Leitung der Firma an seine Tochter und Schwiegersohn.
Rohrer prägte ab 1983 als bayerischer Landesvorsitzender des Ring Deutscher Makler (RDM) und besonders von 1994 bis 2002 als dessen Präsident die Verbandsarbeit der Makler. Er war auch maßgeblich am Zusammenschluss des RDM mit dem Verband Deutscher Makler beteiligt und trieb die Fusion zum Immobilienverband IVD voran, dessen Ehrenpräsident er später wurde.

## Mitgliedschaften
- Internationaler Maklerverband FIABCI
- Süddeutsche Immobilienbörse
- 1975–1983 Mitglied des Vorstands des RDM, Landesverband Bayern
- 1983–1994 Landesvorsitzender des RDM, Landesverband Bayern[3]
- 1994–2002 Präsident des RDM-Bundesverbandes[5]
- seit 2002 Ehrenpräsident RDM[5] (heutiger IVD Immobilienverband Deutschland)
- seit 2002 Mitglied im Rechtsausschuss des IVD Bundesverbandes
- seit 2002 Mitglied im Ehrenrat des IVD
- Mitglied der Vollversammlung der IHK für München und Oberbayern (Mitarbeit im Stadtentwicklungsausschuss und im Bauausschuss)

## Auszeichnungen
- 1995: Verdienstmedaille der IHK
- 1995: Bundesverdienstkreuz am Bande